# Instituto Superior Técnico

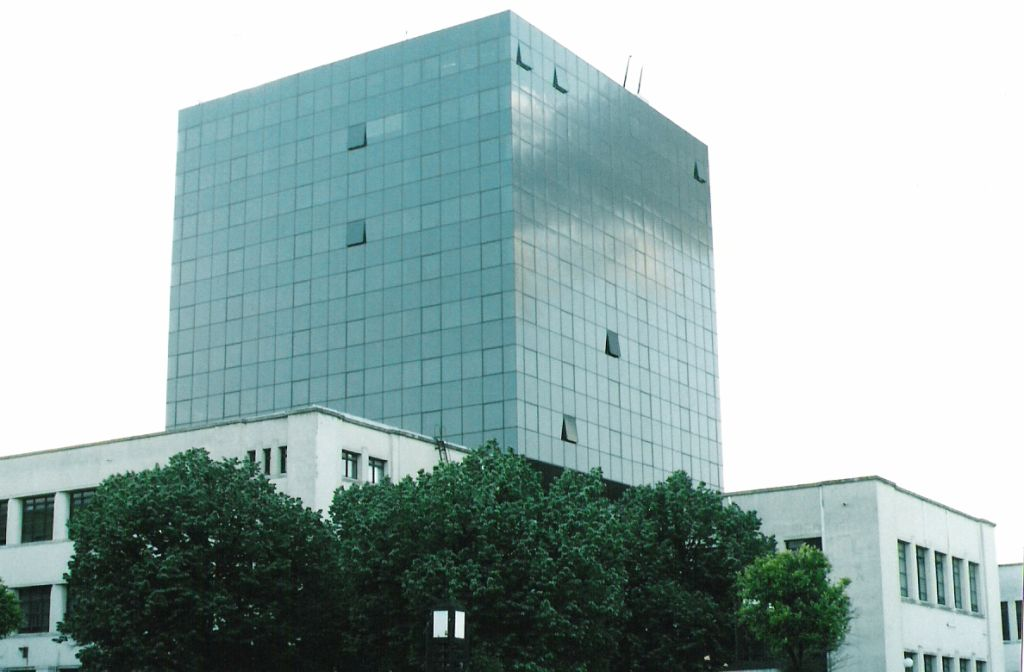
Torre Norte do Instituto Superior Técnico

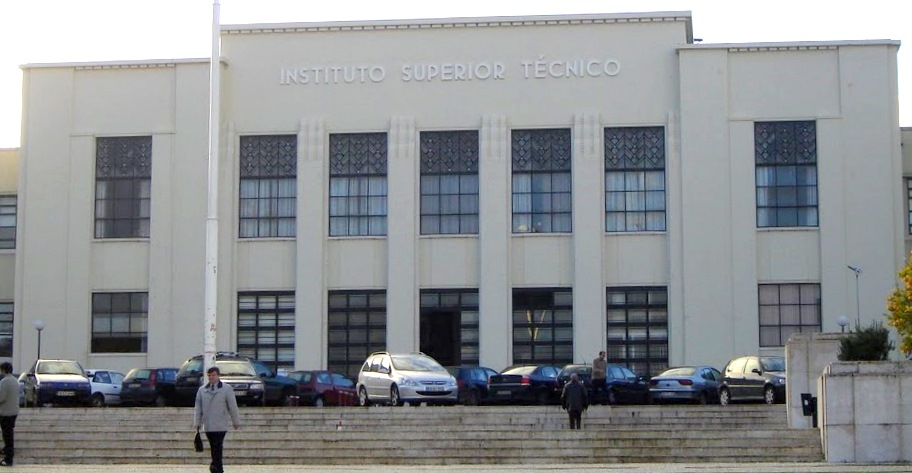
Pavilhão central no campus da Alameda

O Instituto Superior Técnico da Universidade de Lisboa (IST ou Técnico) MHSE • MHIP é a maior escola portuguesa de Engenharia, Arquitectura, Ciência e Tecnologia, sendo considerada uma das mais reputadas instituições de Engenharia da Europa.
A instituição foi fundada a 23 de maio de 1911, fruto da divisão do Instituto Industrial e Comercial de Lisboa, pelo Engenheiro Alfredo Bensaúde, também responsável pela criação dos primeiros cursos de Engenharia da escola: Minas, Civil, Mecânica, Eletrotécnica e Químico-Industrial.
A partir de 2013 integra a maior universidade portuguesa: a Universidade de Lisboa; tendo, até então e desde 1930, feito parte da Universidade Técnica de Lisboa. Tinha, em Junho de 2016, 11 458 alunos e 853 docentes e investigadores.
O Instituto Superior Técnico integra a rede Cluster (Consortium Linking Universities of Science and Technology for Education and Research), que reúne 12 das melhores universidades europeias de Ciência e Tecnologia e ainda a rede UNITE!, uma aliança de 7 universidades que pretende criar uma universidade europeia de referência, um espaço comum assente no ensino multidisciplinar, onde se promova a investigação, ensino, a inovação e a transferência de conhecimento entre as instituições e países envolvidos.

## História
A origem do Instituto Superior Técnico remonta ao antigo Instituto Industrial de Lisboa, fundado por decreto de 30 de dezembro de 1852 de Fontes Pereira de Melo. Em 1869, por fusão com a Escola de Comércio, dá origem ao Instituto Industrial e Comercial de Lisboa, no qual se formavam os engenheiros industriais.
A esta instituição de ensino concorreu Alfredo Bensaude para o lugar de professor da disciplina de Mineralogia e Geologia em 1884. Em 1892, Bensaude propôs uma profunda reforma, enunciando as deficiências verificadas no ensino técnico superior português. As suas sugestões, de forte pendor crítico, acabaram por ser rejeitadas pela própria comissão de reorganização do ensino à qual pertencia. O modelo estrutural que defendeu, fruto da sua experiência na Alemanha, onde se doutorou, serviria no entanto de base ao novo Instituto Superior Técnico, criado após a instauração da República.
Manuel de Brito Camacho, Ministro do Fomento, reconheceu a personalidade empreendedora de Bensaude, convidando-o, no final de 1910, para director do futuro IST, que resultaria da extinção do Instituto Industrial e Comercial de Lisboa e sua divisão no Instituto Superior Técnico (Instituto Superior Technico na grafia da época) e no Instituto Superior de Comércio (actual Instituto Superior de Economia e Gestão). O decreto de extinção aprovou os primeiros estatutos do IST, onde se incluem a lista de cursos e disciplinas ministradas, assim como os regulamentos de alunos, pessoal docente e organização interna.
Foram cinco os cursos de engenharia inicialmente leccionados no IST: Minas, Civil, Mecânica, Electrotécnica e Químico-Industrial. Os estudos iniciavam-se com um currículo de carácter geral, que se completava com três anos de especialidade.
Em 1922, Alfredo Bensaúde publica as Notas Histórico-Pedagógicas sobre o Instituto Superior Técnico.
Em 1930 é criada a Universidade Técnica de Lisboa, e o IST, então com cerca de 20 anos de funcionamento regular, é uma das quatro escolas que a integra.
Ao longo de toda essa década e da seguinte, a imagem dos engenheiros formados no IST foi projectada pela realização de grandes obras de engenharia, impulsionadas por Duarte Pacheco, na altura Ministro das Obras Públicas. Entre 1952 e 1972 a Comissão de Estudos de Energia Nuclear, criada no âmbito do Instituto de Alta Cultura, teve uma importante função na formação de meios humanos, levando à criação de 12 centros de estudos e agrupando um total de 14 laboratórios.
Ainda em 1970 uma nova reestruturação curricular do ensino superior, denominada “Actualização dos Planos de Estudos de Engenharia nas Universidades Portuguesas”, alterou a duração do período mínimo para obtenção do grau de licenciatura de seis para cinco anos lectivos.
Durante todo este período, o IST registou crescimento, atingindo o número de 4500 alunos em 1970/71.
O IST é ainda o mentor e impulsionador, desde a década de 1980, de um conjunto de instituições que procuram actuar ao nível da interface entre a Universidade e a indústria, e que desenvolvem, entre outras, actividades de formação profissional e de investigação industrialmente orientada, consolidando a sua posição de grande Escola do País nas áreas de Engenharia, Ciência e Tecnologia nas suas três vertentes de actuação: Ensino, Investigação e Ligação à sociedade. Na vertente da condução da política de investigação científica portuguesa, tal traduz-se nomeadamente no facto da Presidência da Junta Nacional de Investigação Científica e Tecnológica / Fundação para a Ciência e a Tecnologia ter sido ocupada por Professores do IST durante 23 dos 26 anos que medeiam entre 1986 e 2011.
A 7 de Fevereiro de 1987 foi feito Membro-Honorário da Ordem da Instrução Pública e a 23 de Maio de 2011 foi feito Membro-Honorário da Antiga, Nobilíssima e Esclarecida Ordem Militar de Sant'Iago da Espada, do Mérito Científico, Literário e Artístico.
A 29 de janeiro de 2021, após o agravamento da pandemia de COVID-19 em Portugal, e consequente encerramento presencial do Instituto, o presidente Rogério Colaço foi fortemente criticado após ter enviado um e-mail oficial à comunidade escolar onde apelou ao medo para mitigar a fraude académica durante o período de exames. Em consequência, foi enviada uma Carta Aberta em forma de petição para demonstrar o desagrado dos estudantes que, a 31 de janeiro de 2021, contava com mais de 3000 assinaturas.
A 5 de maio de 2022, foi noticiado o resultado de um inquérito lançado à comunidade escolar que sinalizava mais de 400 casos de assédio e mostrava a existência de uma crise de saúde mental dos alunos, culminando, em junho, numa manifestação. Em resposta, o presidente Rogério Colaço afirmou que, no Técnico, a "missão é formar engenheiros, não é dar apoio psicológico", algo que gerou bastante controvérsia .
Após 110 Anos de ensino, investigação e inovação, o Técnico aposta num novo modelo de ensino para formar profissionais em Engenharia, Arquitetura, Ciência e Tecnologia. Em 2021, consolidando a formação base, abrem-se portas à multidisciplinaridade e flexibilidade dos currículos, a novas disciplinas humanísticas e a novas especializações. Um ensino assente em projetos e na aprendizagem pela prática e integração de conhecimentos. Os recentes desenvolvimentos tecnológicos e as rápidas transformações sociais vieram lançar novos desafios à educação em engenharia no século XXI. Em Portugal, estes desafios são agravados pela evolução demográfica desfavorável, pelos efeitos persistentes da recente crise financeira e pela crescente competitividade internacional das escolas mais reconhecidas.
O cruzamento da análise dos contextos profissionais emergentes, das novas tendências de educação em engenharia e do ensino praticado atualmente nas universidades de referência com a análise crítica ao modelo de ensino vigente no Técnico apontam de forma clara para a necessidade imperativa de dotar a Escola de um novo modelo de ensino e de práticas pedagógicas para o século XXI – Técnico 2122.
Foram identificadas um conjunto de boas práticas num conjunto alargado de universidades de referência que se consideraram relevantes para o ensino no IST:
- Formação de base sólida em Ciências de Engenharia;
- Project-Based Learning, Research-Based Learning, Problem-Based Learning, Client-Based Learning, Hands-on;
- Flexibilidade nos percursos académicos;
- Componente humanista;
- Competências transversais integradas nas unidades curriculares (UC);
- Projetos integradores multidisciplinares;
- Ano letivo organizado de modo a potenciar maior foco e trabalho contínuo;
- Internacionalização;
- Formação em empreendedorismo e inovação – Empresas & Academia;
- Boas condições de ensino, estudo e vivência para a comunidade académica;
- Diversidade de diplomas;
- Curso geral de Ciências de Engenharia de 1.º ciclo lecionado em inglês.

O novo modelo de ensino e práticas pedagógicas do Técnico passará a incluir, entre outros:
- Fim dos mestrados integrados e a adoção plena do modelo 3 + 2;
- Alteração para UC de 6 e 3 unidades do Sistema europeu de transferência e acumulação de créditos (ECTS) em toda a Escola;
- Introdução do modelo de calendário escolar em 2 períodos por semestre;
- Aumento generalizado da flexibilidade curricular;
- Reconhecimento curricular de atividades extracurriculares;
- Formação em Humanidades, Artes e Ciências Sociais (HACS);
- Reforço/reformulação da formação experimental.
- Criação de minors coerentes ao nível do 2.º ciclo;
- Autonomia e corresponsabilização dos estudantes;[15]

## Organização e administração[16]
O IST-ULisboa como uma das Escolas da Universidade de Lisboa dispõe de estatutos e de órgãos de governo e de gestão próprios, nos termos do Regime Jurídico das Instituições de Ensino Superior e dos Estatutos da Universidade.

### Orgãos da Escola
Os órgãos de gestão do IST são:
- O Conselho de Escola
- A Assembleia de Escola
- Conselho Consultivo
- Presidente do IST
- Conselho de Gestão
- Conselho de Departamentos e Estruturas Transversais
- Conselho de Unidades de Investigação
- Conselho Científico
- Conselho Pedagógico

### Unidades de Ensino e Investigação

#### Departamentos
- Departamento de Bioengenharia (DBE)
- Departamento de Engenharia e Ciências Nucleares (DECN)
- Departamento de Engenharia Civil, Arquitetura e Georrecursos (DECivil)
- Departamento de Engenharia Eletrotécnica e de Computadores (DEEC)
- Departamento de Engenharia e Gestão (DEG)
- Departamento de Engenharia Informática (DEI)
- Departamento de Engenharia Mecânica (DEM)
- Departamento de Engenharia Química (DEQ)
- Departamento de Física (DF)
- Departamento de Matemática (DM)

#### Estruturas Transversais
- Iniciativa em Energia do IST
- Plataforma de Ciências e Engenharia do Ambiente do IST
- Plataforma de Nanotecnologias e Engenharia de Materiais

#### Unidades de Investigação próprias do IST
- Centro de Análise Funcional, Estruturas Lineares e Aplicações (CEAFEL)
- Centro de Análise Matemática, Geometria e Sistemas Dinâmicos (CAMGSD)
- Centro de Astrofísica e Gravitação (CENTRA)
- Centro de Ciência e Tecnologia do Ambiente e do Mar (MARETEC)
- Centro de Ciências e Tecnologias Nucleares (C2TN)
- Centro de Engenharia e Tecnologia Naval e Oceânica (CENTEC)
- Centro de Estudos de Gestão do IST (CEGIST)
- Centro de Estudos em Inovação, Tecnologia e Políticas de Desenvolvimento (IN+)
- Centro de Física e Engenharia de Materiais Avançados (CeFEMA)
- Centro de Física Teórica das Partículas (CFTP)
- Centro de Matemática Computacional e Estocástica (CEMAT)
- Centro de Química Estrutural (CQE)
- Centro de Recursos Naturais e Ambiente (CERENA)
- Centro em Território, Urbanismo e Arquitetura (CiTUA)
- Instituto de Bioengenharia e Biociências (iBB)
- Instituto de Investigação e Inovação em Engenharia Civil para a Sustentabilidade (CEris)
- Instituto de Plasmas e Fusão Nuclear (IPFN)
- Instituto de Sistema e Robótica (ISR)
- Instituto de Tecnologias Interativas (ITI)

#### Unidades de Investigação associadas do IST
- Laboratório de Instrumentação e Física de Partículas (LIP)
- Instituto de Engenharia de Sistemas e Computadores – Microsistemas e Nanotecnologias (INESC-MN)
- Instituto de Engenharia de Sistemas e Computadores – Investigação e Desenvolvimento em Lisboa (INESC-ID)
- Instituto de Engenharia Mecânica (idMEC)
- Instituto de Telecomunicações (IT)

### Presidentes e Diretores do IST[17]

#### Período 1911-1974 - Diretor do IST
- 1911-1920 Alfredo Bensaude
- 1921-1927 Eduardo Ferrugento Gonçalves
- 1929-1932 Duarte Pacheco (1ª vez)
- 1932-1936 Caetano Maria Beirão da Veiga (interino)
- 1936-1937 Duarte Pacheco (2ª vez)
- 1938-1942 António Herculano Guimarães Chaves de Carvalho
- 1942-1958 José Belard da Fonseca
- 1959-1969 Luís Augusto de Almeida Alves
- 1970-1972 João José Fraústo da Silva
- 1972-1974 António Carvalho de Sales Luís

#### Período 1975-1976
- 1974-1975 João Cunha Serra - Presidente da Comissão Diretiva do IST
- 1975-1976 - Comissão Diretiva (POP – por um ensino popular)
- 1976 - Comissão de Gestão do IST (Coletivo primus inter pares)
  - José Manuel Fonseca de Moura
  - João Carlos Moura Bordado
  - Luís Maria do Amaral Alves

#### Período 1977-1991 - Presidente do Conselho Diretivo
- 1977-1978 João Fernando Poñe Figanier
- 1978-1979 Ferreira dos Santos
- 1979 Heitor Lobato Girão Pina
- 1979-1980 Carlos António Abreu Fonseca Varandas
- 1980-1981 Virgílio Meira Soares
- 1981-1983 Júlio Martins Montalvão e Silva
- 1983-1984 Celso Tristão de Freitas Carneiro Câmara Pestana
- 1984-1991 Diamantino Durão (1ª vez)

#### Período 1991-atualidade - Presidente do IST
- 1991-1992 Jorge Dias de Deus
- 1993-2000 Diamantino Durão (2ª vez)
- 2001-2009 Carlos Matos Ferreira
- 2009-2011 António Cruz Serra
- 2011-2019 Arlindo Oliveira
- 2020-presente Rogério Colaço

### Campi
O Instituto Superior Técnico dispõe de três campi:
- Campus Alameda, em Lisboa, com uma área de 101.871 m²;
- Campus Taguspark (Parque de Ciência e Tecnologia da Região de Lisboa), no concelho de Oeiras, com uma área de 29.407 m²;
- Campus Tecnológico e Nuclear ou CTN, na Quinta dos Remédios, Bobadela, concelho de Loures, as instalações do antigo Instituto Tecnológico e Nuclear.

#### CampusAlameda
O campus Alameda situa-se na Avenida Rovisco Pais, em Lisboa. Foi construído sob a direcção do engenheiro Duarte Pacheco (1900-1943), tendo o projecto sido entregue ao arquitecto Porfírio Pardal Monteiro que o iniciaria em 1927. A obra foi concluída no ano lectivo de 1936/37. A ideia era criar o primeiro campus autónomo do sistema universitário português.

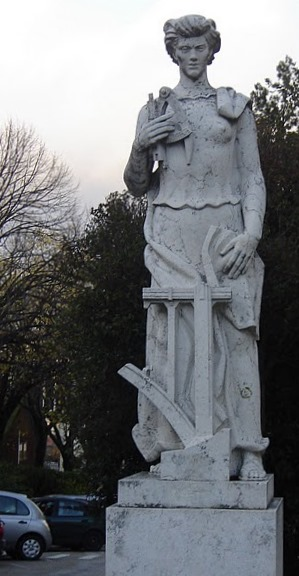
Estátua de cariz iniciático no campus da Alameda

O projecto do novo Instituto iria realizar, pela primeira vez em Portugal, a união harmoniosa da arquitectura com a engenharia. A construção forneceu ainda a oportunidade de testar novos materiais e de experimentar com uma concepção flexível de espaço. A modernidade da traça dos edifícios do Técnico reflectia-se na funcionalidade do interior; a decoração escorreita, própria da época (art déco) não tinha nada de gratuito, antes ajustava-se organicamente aos propósitos técnicos e funcionais a que se destinava. Pardal Monteiro procurou tirar partido das grandes massas de harmonia, de calma e de sobriedade que o conduzisse a obter um efeito de grandiosidade arquitectural simplesmente à custa dos volumes da construção, o que é sempre incomparavelmente mais difícil do que tentá-lo à custa da riqueza decorativa e ornamental. A implantação dos pavilhões das várias engenharias na colina altaneira debruçada sobre o vale da Avenida Almirante Reis representou a exteriorização duma ideia urbanística, fruto dum racionalismo geométrico.
A obra desenvolve-se em torno de uma grelha que suporta um conjunto de sete edifícios alternados com jardins formais. Contém também, um muro envolvente que permite o acesso por quatro portões, dispostos nos dois principais eixos ortogonais. Os portões do eixo longitudinal são antecedidos por escadarias monumentais. A volumetria simples e paralelepipédica já não era novidade para o arquiteto mas a limpidez geométrica é que sai reforçada pela utilização de paredes rebocadas sem cunhais, pintadas com uma cor clara e uniforme, onde as cornijas estão praticamente reduzidas a um simples rebordo que remata as coberturas no terraço. A horizontalidade é bastante acentuado, as janelas, em puros retângulos abertos nas paredes, sem molduras, eram grandes envidraçados cujas caixilharias, hoje substituídas, estavam reduzidas a finos perfis de ferro. Os interiores, por sua vez, expõe-se ainda na sua nudez utilitária mostrando claramente as vigas que suportam as lajes de betão.
Embora no projecto inicial estivesse prevista uma ocupação máxima de 40 anos, o IST continua a mover-se no mesmo espaço físico, graças a uma série de obras de que se destacam por ordem cronológica:
- 1968 - Criação do Complexo Interdisciplinar do IST em consequência da ampliação das instalações da Comissão de Estudos de Energia Nuclear.
- 1993 - Pavilhão de Eng. Civil e Arquitectura (2ª fase)
- 1994 - Torre Norte, Pavilhão de Pós-Graduação e Complexo Interdisciplinar.
- 2000 - Início do funcionamento da Torre Sul.
- 2003 - Abertura do Pavilhão de Acção Social

#### CampusTaguspark

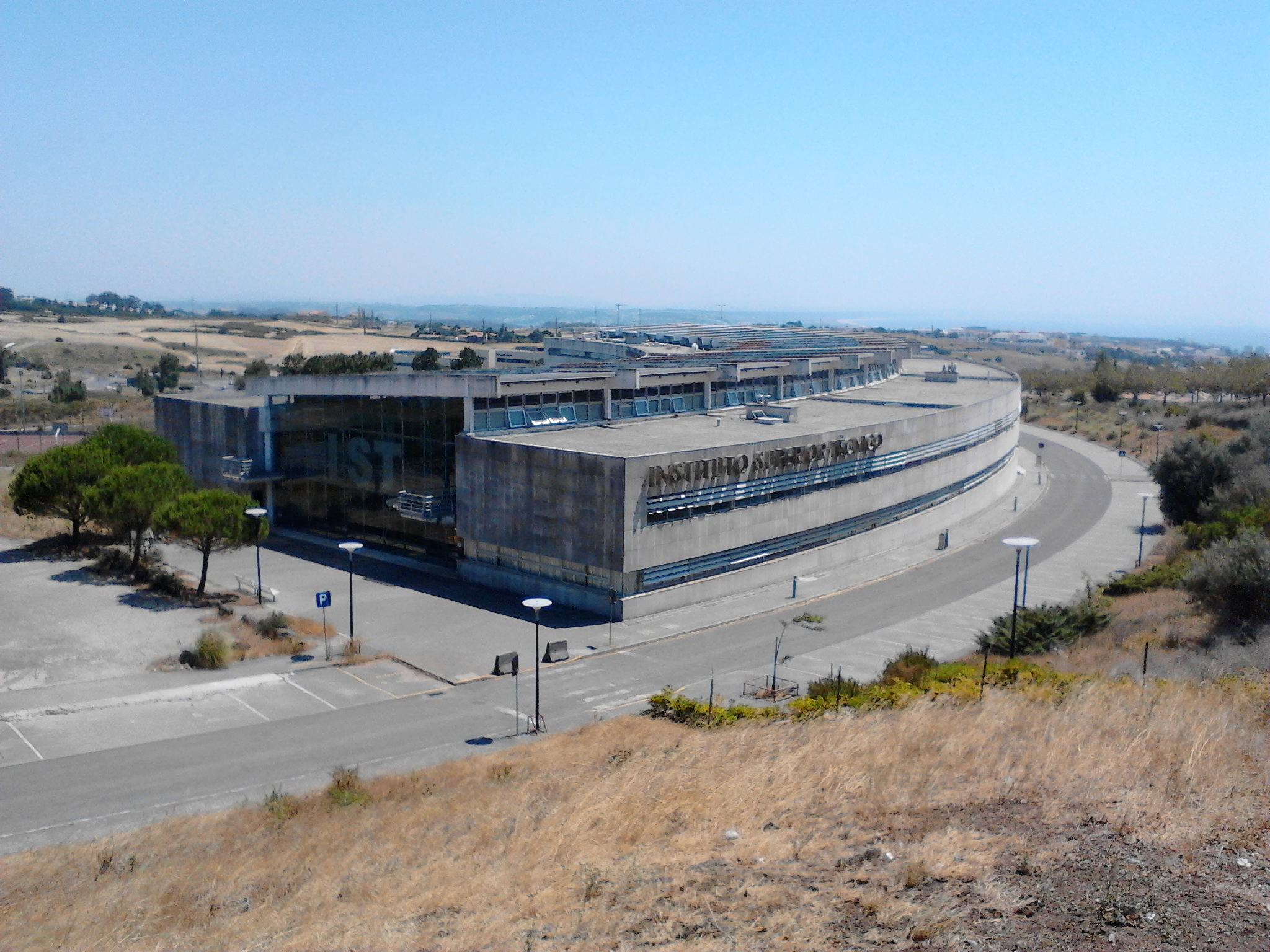
Instituto Superior Técnico no Taguspark

O campus do Instituto Superior Técnico do Taguspark ocupa uma área de aproximadamente 12 hectares no Taguspark: Parque de Ciência e Tecnologia de Oeiras, localizado na freguesia de Porto Salvo, concelho de Oeiras. Foi concluído em 2009.
O empreendimento permite albergar 3000 alunos de licenciatura, 500 alunos de pós-graduação, 350 docentes e 260 funcionários não docentes e compreende áreas destinadas a ensino, biblioteca, centro de informática, anfiteatros, apoio administrativo, docentes e alunos de pós-graduação, bar, restaurante, práticas desportivas, associação de estudantes e estacionamento coberto.
Em 2013 foi inaugurada uma residência de estudantes adjacente a este campus universitário com capacidade para albergar cerca de 80 estudantes.
A instalação de um campus do IST fora das suas instalações de Lisboa, com a dimensão e o contexto que o Taguspark proporciona, é um facto extremamente relevante e um marco histórico na vida do IST, apenas comparável à mudança do IST para o actual campus de Lisboa, em 1936, na altura um local isolado mas à volta do qual a cidade se instalou.

#### CampusTecnológico e Nuclear
A integração do ex-Instituto Tecnológico e Nuclear e do seu património no Instituto Superior Técnico em Fevereiro de 2012, criou para o IST um terceiro campus, que presume-se venha a ser conhecido como Campus Tecnológico e Nuclear na Quinta dos Remédios, na Bobadela, próximo de Sacavém, no concelho de Loures. Este campus inclui as instalações do único reactor nuclear em Portugal, usado exclusivamente para fins de investigação. O reator, que tinha uma potência máxima de 1 MW, começou a funcionar a 25 de abril de 1961 e foi desmantelado "em segredo" em 2019.

### Residências Universitárias
O Instituto Superior Técnico possui 3 residências próprias, apenas para os estudantes do Técnico. Todavia, tal não impossibilita os estudantes de ingressarem nas residências do SAS-ULisboa.

#### Residência Eng.º Duarte Pacheco
Situada no Parque das Nações Norte, esta residência serve os estudantes do campus da Alameda, situando-se a cerca de 30 minutos do campus, utilizando transportes públicos. É servida pela estação de comboios de Moscavide (a aproximadamente 2 minutos da residência), pelas estações de metro de Moscavide (a aproximadamente 8 minutos da residência) e do Oriente (a aproximadamente 10 minutos da residência) e ainda por autocarros. A residência começou a funcionar em novembro de 1998. Existem também estações de Gira – Bicicletas de Lisboa nas imediações.

#### Residência Prof. Ramôa Ribeiro
A Residência de Estudantes Prof. Ramôa Ribeiro entrou em funcionamento em setembro de 2013. Está situada no campus do Técnico no Taguspark, na área metropolitana de Lisboa, concelho de Oeiras, e destina-se a alunos inscritos regularmente no Instituto Superior Técnico, especificamente no campus Taguspark.

#### Residência Universitária Baldaques
A Residência Universitária Baldaques, a funcionar desde março de 1998, é uma unidade de alojamento que se destina exclusivamente a docentes e investigadores do Técnico.

## Oferta de Ensino
Antes da reestruturação através da implementação do novo modelo de ensino e práticas pedagógicas do Técnico, em 2020/2021, havia 15 licenciaturas e mestrados integrados no campus da Alameda e 4 licenciaturas e mestrados integrados no campus do Taguspark:
Alameda
- 9257 - Arquitetura
- 9357 - Engenharia Aeroespacia
- 9358 - Engenharia Biológica
- 9359 - Engenharia Biomédica
- 9360 - Engenharia Civil
- 9363 - Engenharia de Materiais
- 9508 - Engenharia do Ambiente
- 9367 - Engenharia Eletrotécnica e de Computadores
- 9458 - Engenharia Física Tecnológica
- 9913 - Engenharia Geológica e de Minas
- 9121 - Engenharia Informática e de Computadores
- 9369 - Engenharia Mecânica
- L162 - Engenharia Naval e Oceânica
- 9461 - Engenharia Química
- 9345 - Matemática Aplicada e Computação

Taguspark
- 9098 - Engenharia de Telecomunicações e Informática
- 9104 - Engenharia e Gestão Industrial
- 9912 - Engenharia Eletrónica
- 9121 - Engenharia Informática e de Computadores

Depois da reestruturação, passaram a ser oferecidos 36 mestrados.
- Arquitetura (MA)
- Bioengenharia e Nanossistemas (MBioNano)
- Biotecnologia (MBiotec)
- Engenharia Aeroespacial (MEAer)
- Engenharia Biológica (MEBiol)
- Engenharia Biomédica (MEBiom)
- Engenharia Civil (MEC)
- Engenharia de Materiais (MEMat)
- Engenharia de Petróleos (MEP)
- Engenharia de Telecomunicações e Informática (METI)
- Engenharia do Ambiente (MEAmb)
- Engenharia e Ciência de Dados (MECD)
- Engenharia e Gestão da Energia (MEGE)
- Engenharia e Gestão da Inovação e Empreendedorismo (MEGIE)
- Engenharia e Gestão Industrial (MEGI)
- Engenharia e Sistemas de Transporte (MEST)
- Engenharia Eletrónica (MEE)
- Engenharia Eletrotécnica e de Computadores (MEEC)
- Engenharia Farmacêutica (MEFarm)
- Engenharia Física Tecnológica (MEFT)
- Engenharia Geológica e de Minas (MEGM)
- Engenharia Informática e de Computadores (MEIC-A)
- Engenharia Informática e de Computadores (MEIC-T)
- Engenharia Mecânica (MEMec)
- Engenharia Militar
- Engenharia Naval e Oceânica (MENO)
- Engenharia Química (MEQ)
- Informação e Sistemas Empresariais (MISE)
- Matemática e Aplicações (MMA)
- Microbiologia (Microbio)
- Ordenamento do Território e Urbanismo (MOTU)
- Planeamento e Operação de Transportes (MPOT)
- Proteção e Segurança Radiológica (MPSR)
- Química (MQ)
- Segurança de Informação e Direito no Ciberespaço (MSIDC)
- Urbanismo e Ordenamento do Território (MUOT)

## Empregabilidade
Segundo dados da própria instituição, 61% dos alunos encontram emprego antes de concluírem o curso, sendo que 92% dos alunos encontram emprego até seis meses após a conclusão do curso.

## Alumni

### Primeiros-Ministros e Ministros de Portugal
- Duarte Pacheco - Ministro da Instrução Pública (1928), Ministro das Obras Públicas (1932-1936; 1938-1943); Diretor do IST.
- Augusto Cancela de Abreu - Ministro das Obras Públicas e Comunicações (1944-1947); Ministro do Interior (1947-1950).
- José Frederico do Casal Ribeiro Ulrich - Ministro das Obras Públicas (1947-1954).
- José do Nascimento Ferreira Dias Júnior  - Ministro da Economia (1958-1962).
- José Albino Machado Vaz - Ministro das Obras Públicas (1967-1968).
- Rui Alves da Silva Sanches - Ministro das Obras Públicas (1968-1974).
- Afonso de Magalhães de Almeida Fernandes- Ministro do Exército (1958-1961)
- Maria de Lurdes Pintasilgo - Ministra dos Assuntos Sociais (1974-1975); Primeira-Ministra (1979–1980).
- Alfredo Nobre da Costa - Ministro da Indústria e Tecnologia (1976-1978); Primeiro-Ministro (1978).
- Eduardo Pereira - Ministro da Habitação, Urbanismo e Construção (1976-1978); Ministro da Administração Interna (1983-1985).
- Carlos Alberto Lloyd Braga - Ministro da Educação e Cultura (1978).
- Luís Eugénio Caldas Veiga da Cunha - Ministro da Educação (1979-1980).
- João José Rodiles Fraústo da Silva - Ministro da Educação (1981-1983). Diretor do IST (1970-1973).
- José Ângelo Ferreira Correia - Ministro da Administração Interna (1981-1983).
- Ricardo Bayão Horta - Ministro da Indústria e Energia (1981), Ministro da Indústria, Energia e Exportação (1981-1983), Ministro da Defesa Nacional (1983).
- João de Deus Pinheiro  - Ministro da Educação e Cultura (1985-1987).
- Roberto Artur da Luz Carneiro - Ministro da Educação (1987-1991).
- Luís Mira Amaral - Ministro da Indústria (1987-1995); Ministro do Trabalho (1985-1987).
- Diamantino Durão - Ministro da Educação (1991-1992); Presidente do IST entre 1984 e 2000.
- António Fernando Couto dos Santos - Ministro da Educação (1992-1993);
- António Guterres - Secretário-geral da ONU (2017-...), Primeiro-Ministro (1995-2002).
- Eduardo Marçal Grilo - Ministro da Educação (1995-1999).
- Mariano Gago - Ministro da Ciência (1995-2002) e da Ciência e do Ensino Superior (2005-2011).
- João Cravinho - Ministro da Indústria e Tecnologia (1975); Ministro do Equipamento, Planeamento e Administração do Território (1995-1999).
- Francisco Carlos da Graça Nunes Correia - Ministro do Ambiente (2005-2009).
- Maria da Graça Carvalho - Ministra da Ciência (2002-2004) e Ministra do Ambiente e Energia (2024-)
- Mário Lino Soares Correia - Ministro das Obras Públicas (2005-2009).
- Dulce Pássaro - Ministra do Ambiente e do Ordenamento do Território (2009-2011).
- Manuel Heitor - Ministro da Ciência, Tecnologia e Ensino Superior (2015-2022).
- Ana Paula Vitorino - Ministra do Mar (2015-2019).
- António Costa e Silva - Ministro da Economia e do Mar (desde 2022).

### Outros
- Carlos Moedas - Presidente da Câmara Municipal de Lisboa (desde 2021); Comissário Europeu para a Investigação, Ciência e Inovação (2014-2019) e Secretário de Estado Adjunto do Primeiro-Ministro no XIX Governo Constitucional (2011-2014).
- João Martins Pereira - Secretário de Estado da Indústria e Tecnologia do IV Governo Provisório.
- Alberto Romão Dias - Secretário de Estado do Ensino Superior.
- Francisco Lobato - Velejador.
- João Paulo Girbal - Ex-diretor geral da Microsoft
- José Epifânio da Franca - Secretário de Estado da Educação; CEO da Chipidea.
- José Sucena Paiva - Secretário de Estado da Ciência.
- José Romão Mateus - Engenheiro mecânico. Presidente da TMN entre 1994 e 1997, presidente executivo da Telespcelular, do Grupo PT, 1998-2000, foi o criador do sistema móvel pré-pago.
- Ramiro Guedes de Campos - poeta, orador e engenheiro químico.
- Raul Pires Ferreira Chaves - Engenheiro Civil e Inventor. Director das Obras Públicas de Cabo Verde (década de 1930) e da Guiné Portuguesa (actual Guiné-Bissau) entre 1926 e 1932. Presidente da Associação Industrial, Comercial e Agrícola da Guiné (décadas de 1940 e 1950).
- Vasco Rocha Vieira - General e Governador de Macau